# Charles Gifford, 5. Baron Gifford
Charles Maurice Elton Gifford, 5. Baron Gifford (* 4. März 1899 in Boothby Pagnell, Lincolnshire; † 16. April 1961 in Farnham, Surrey) war ein britischer Offizier und Adliger.

## Familie und Adelstitel
Gifford war der Sohn des Hon. Maurice Raymond Gifford (1859–1910) aus dessen Ehe mit Marguerite Thorold. Sein Großvater väterlicherseits war Robert Gifford, 2. Baron Gifford. Seine Onkel waren Edric Gifford, 3. Baron Gifford und Edgar Gifford, 4. Baron Gifford. Gifford heiratete am 5. März 1939 Ellice Margaret Allen. Aus dieser Ehe ging ein Sohn hervor. Den Titel des Baron Gifford und den damit verbundenen Sitz im House of Lords erbte er, als sein Onkel, der 4. Baron, am 29. Januar 1937 ohne männlichen Nachkommen starb. Mit seinem eigenen Tod, 1961, gingen Titel und Sitz auf seinen Sohn Anthony über, der ihn aktuell führt.

## Militärische Karriere
Nach seiner Ausbildung trat Gifford in die Royal Navy ein diente im kommissarischen Rang eines Sub-Lieutenant im Ersten Weltkrieg. Im Januar 1918 wurde er in den substanziellen Rang eines Sub-Lieutenant und im Oktober 1920 zum Lieutenant befördert. 1923 schied er formell aus dem aktiven Marinedienst aus und wurde im Ruhestand 1927 zum Lieutenant Commander befördert. Bereits ab 1920 diente er parallel im temporären Rang eines Flying Officer in der Royal Air Force und erhielt dort 1928 den Ehrenrang eines Flight Lieutenant, bevor er 1930 aus dem aktiven Dienst ausschied.
Von 1930 bis 1935 war er Aide-de-camp von Philip Game, zu dieser Zeit Gouverneur von New South Wales. In der Folgezeit war er als Geschäftsmann tätig.